# Tbiliski emirat
Tbiliski emirat, gruz. თბილისის საამირო, arap. مارة تفليسي‎, je vladao nad dijelovima današnje istočne Gruzije, sa sjedištem u Tbilisiju od 736. do 1080. (nominalno 1122. godine). Osnovali su ga Arapi tijekom invazije na gruzijske zemlje. Bio je važna ispostava arapske vlasti na Kavkazu, dok ga ponovo nisu zauzeli Gruzijci pod vodstvom kralja Davida IV. 1122. godine. Od tada, Tbilisi je glavni grad Gruzije sve do današnjeg dana.

## Povijest
Vidi također: Gruzija pod arapskom vlašću
Arapi su se prvi put pojavili u Gruziji 645. godine, i to ponajprije u Kartliji (Iberija). No, tek 735. uspostavljaju svoju čvrstu kontrolu nad velikim dijelom zemlje. Te godine Marvan II. je zauzeo Tbilisi i susjedne zemlje i postavio tamo arapskog emira, koji je trebao biti potvrđen od strane kalifa.
U arapskom razdoblju, Tbilisi (al-Tiflisu) prerastao u središte trgovine između islamskog svijeta i sjeverne Europe. Osim toga emirat je bio i istureni arapski položaj koji je služio kao tampon zona prema Bizantu i Hazarima. Tijekom vremena, Tbilisi je postao uglavnom muslimanski, ali se se islamski utjecaj ograničio samo na grad, dok je okolica još uvijek bila kršćanska.
Tbilisi je bio veliki grad, sa snažnim dvostukim zidom s trojim vratima. Leži na obje obale rijeke Kure, na kojoj su se nalazile vodenice.  Suvremeni geografi posebno spominju njegove termalne izvore, koji su opskrbljivali tadašnje kupke vrućom vodom. Kuće su bile izgrađene od borovine. U drugoj polovici 9. stoljeća, Tbilisi je, poslije Derbenta, bio drugi po veličini grad na Kavkazu s najmanje 50.000 stanovnika.
Abasidski Kalifat oslabio je nakon građanskog rata 810.-ih. To je potaknulo secesionističke težnje perifernih vladara, uključujući i one iz Tbilisija. U isto vrijeme, Tbilisi je postao meta oporavljene gruzijske Bagrationske dinastije, koja širi svoj teritorij od Tao-Klardžeti preko gruzijskih zemalja. Snaga Tbiliskog emirata rasla je za vrijeme Išak ibn Ismaila (833. – 853.), koji je bio dovoljno snažan ugušiti energiju gruzijskih knezova i boriti se s abasidskim autoritetom u regiji. On je zadržao godišnje plaćanje danka Bagdadu i proglasio svoju nezavisnost od kalifa. Da suzbije pobunu, 863. godine kalif Al-Mutavakil poslao je kaznenu ekspediciju predvođenu Bugom al-Kabirom (poznat kao i Buga Turčin), koji je spalio Tbilisi do temelja i odrubio glavu Išak ibn Ismailu, te time sveo na minimum šansu da Tbilisi postane sjedište nezavisne islamske države na Kavkazu. Abasidi su odlučili ne obnoviti grad u velikoj mjeri, a kao rezultat toga je da su muslimanski prestiž i autoritet u regiji počeli opadati.
Početkom 1020-ih, gruzijski kraljevi vodili su kontradiktorne, ali uglavnom ekspazionističke politike protiv emira Tbilisija, pa oni postupno dolaze pod gruzijsku kontrolu. Teritorij emirata smanjio se na Tbilisi i njegovu užu okolicu. Međutim, seldžučka invazija 1070.-ih i 1080.-ih osujetila je gruzijske planove i odložila planove Bagrationa za gotovo pola stoljeća. Posljednja linija emira Tbilisija završila je oko 1080. godine, ali je grad vođen nakon toga od strane trgovačke oligarhije, u gruzijskim analima poznatim kao tbileli berebi. To su starješine Tbilisija. Gruzijski kralj David IV. pobjedom nad seldžučkim Turcima, nanio je konačan udarac islamskom Tbilisiju, a vojska je ušla u grad 1122. godine, i time je završila četiri stoljeća duga muslimanska vladavina.